# 왕가이 도르지
왕가이 도르지(Wangay Dorji)는 부탄의 전 축구 선수이다.